# مارينا كليموفا
مارينا فلاديميروفنا كليموفا (الروسية: Марина Владимировна Климова ؛ من مواليد 28 يوليو 1966) لاعبة تزلج على الجليد تنافست مع الاتحاد السوفيتي والفريق الموحد. مع شريكها في التزلج وزوجها سيرغي بونومارينكو، هي بطلة الألعاب الأولمبية لعام 1992، الحائزة على الميدالية الفضية الأولمبية لعام 1988 ، الحائزة على الميدالية البرونزية الأولمبية لعام 1984 ، بطلة العالم ثلاث مرات ، وبطلة أوروبية أربع مرات.